# Кричащие
«Кричащие» (англ. Screamers) — американский документальный фильм 2006 года режиссёра Карлы Гарапедян, исследующий причины геноцидов по всему миру в современной истории.
В фильме представлены беседы Сержа Танкяна, вокалиста американской альтернативной метал-группы System of a Down, чей дедушка пережил геноцид армян, а также правозащитника, журналиста и профессора Саманты Пауэр и других людей, исследовавших геноциды в Руанде и Дарфуре. «Кричащие» также исследуют отрицание геноцида армян в современной Турции и отношение к геноциду армян в США.

## Награды и номинации
В 2006 году «Кричащие» получил приз зрительских симпатий AFI за лучший документальный фильм.